# Eduardo Rodrigo
Luis Eduardo Rodrigo Espinosa (San Juan (Argentina); 15 de junio de 1943- Madrid (España); 17 de abril de 2017) fue un cantante folclórico, compositor, guionista, poeta, y autor teatral argentino nacionalizado español. Sus temas Córdoba me llama, A María yo encontré, Indio, Por eso te quiero y Ustedes mujeres, fueron un verdadero éxito comercial tanto en su país natal como en España. Fue autor del tema Veo, veo interpretada por su esposa Teresa Rabal en la década de 1980. Logró colocarse entre los cuatro autores de lengua hispana más cantado en el mundo con más de mil obras musicales grabadas por diferentes artistas de diferentes nacionalidades.

## Carrera
Rodrigo nació en la provincia de San Juan, seis meses antes del terremoto. Su padre de origen español, Luis Alfonso Rodrigo, antes de que naciera Eduardo hacía radioteatro en San Juan, destacándose como excelente recitador y buen escritor.  Cuando se produjo el terremoto de enero de 1944 la familia Rodrigo vivió en San Juan durante tres meses en una carpa a la orilla del río. Primero debajo de una higuera gigante, luego en una casa de adobe hecha por sus padres.
Cursaba segundo año de abogacía en 1963 cuando fue Revelación del Festival de Cosquín. Actuó en la peña La Guminda en el barrio de Flores, y luego en el Maxim’s Club. Pero su triunfo en Buenos Aires comienza al presentarse en Sábados Circulares, de Pipo Mancera, entonces por Canal 9. Julio Marbiz, quien lo presentó a Mancera, lo había apalabrado para la Pulpería de Mandinga. Después debutó en Pinochadas, luego en Aquí está el Folklore por Radio Belgrano, audición dirigida por Marbiz.
En cine tuvo intervenciones en dos películas Cosquín, amor y folklore (1965) con Elsa Daniel y Atilio Marinelli donde interpreta el tema Collar de caracolas, y Ritmo, amor y juventud  (1966) con Osvaldo Pacheco y Pinky.
Desde 1964 a 1969 grabó varios discos que se reeditaron en Chile, España, Uruguay, Venezuela, Paraguay y Japón. En esta etapa obtuvo premios en Festivales como Piriápolis y Viña del Mar y por primera vez con él entra el folclore en la Revista del Teatro Maipú. También en esos años, logró tener una caballada con Rolando Melón de Vicente Casares, que llega a 83 caballos, reservados de doma, que llevó a Jesús María, para los primeros eventos de doma, aparte de realizar varias fiestas de doma y folklore por todo el país.
En 1970 realizó su primera tournée europea: Italia, Francia y España. Graba su poema premiado por Instituto de Cultura Hispánica Los ojos de Charly, basando el tema argumental en el suceso trágico de Charly Manson y Sharon Tate, acompañándole una gran orquesta dirigida por el maestro José Luis Torregrosa. Esta obra sufre la prohibición empresarial de Teatro Recoletos, por el tinte político de la misma. En 1971 obtuvo también el Premio de la Crítica del Festival de Almería y en 1972 el primer Premio del Festival de Benidorm con su canción A María yo encontré.
Compuso canciones para otros intérpretes, como Nino Bravo, Patty Pravo, Gloria, Antonio, Los Machucambos, Teresa Rabal y realizó adaptaciones de muchos temas ingleses, además de componer las bandas sonoras de películas como Ambiciosa, La fierecilla domada y Loca por el circo.
En 1979 comienza a incursionar en el mundo infantil y compone una obra musical para niños que titula Una cigarra llamada Teresa. En 1980 gracias al gran éxito de Teresa Rabal con los temas infantiles nace El Circo Infantil de Teresa Rabal que viaja continuamente dando espectáculos por toda España, alternando con apariciones televisivas y grabaciones de discos. La gira dura diez años. En 1985 escribió un curso musical de idiomas bajo la tutela del académico holandés de la lengua Peter Slater, grabado como serie televisiva para “Teleac”, canal de Utrecht y con los auspicios de la universidad. En 1995 crea con su esposa los “Premios Veo Veo”, festival que se desarrolló en toda España. 
Falleció en Madrid, el lunes 17 de abril de 2017 a la edad de 73 años tras una larga enfermedad pulmonar.

## Discografía
- Zamba de Amor y Trigo (1967)
- La nona gringa (1966)
- Cantares de Eduardo Rodrigo (1964)
- Y aquí esta Eduardo Rodrigo! (1964)
- Zamba de usted (1964)

## Filmografía
Apariciones:
- 1966: Ritmo, amor y juventud.
- 1965: Cosquín, amor y folklore.

Música de fondo:
- 1976: Ambiciosa (con el tema Tú sabes porqué te quiero.

Guionista: 
- 1982: Loca por el circo.

## Televisión
- 1992: Se busca una estrella.
- 1982: Un, dos, tres... responda otra vez.
- 1979: Estudio 1  ep. La fierecilla domada.
- 1977: Cada oveja con su pareja.
- 1974: ¡Señoras y señores!.
- 1972: Tarde para todos.
- 1964: Pinochadas.
- 1963: La pulpería de Mandinga
- 1963: Sábados Circulares.
- 1963: Pinochadas. Conducción Juan Carlos Mareco por Canal 9.

## Temas interpretados
- A María yo encontré
- Indio
- Por eso te quiero
- Ustedes mujeres.
- Yo soy de aquel pago pobre
- Tu pollera de setiembre
- Zamba de usted
- Vidala del nombrador
- La piadosa
- Canción para Maria
- Acuarela del rio
- Chacarera del monte
- Que no puedo olvidar
- Luna playera
- Rio Bermejo
- La zafrera
- Córdoba me llama
- Collar de caracolas
- Luna playera
- Pedrito
- Argentina me llama
- Zamba de amor y trigo
- Domingo de sol
- Niña coplera
- Romance de ribera
- Canta mi niña
- Arriba en la cordillera
- Caracolero
- José María
- Maestra de mi pueblo
- Corrientes camba
- Adiós mi Santiago
- La canoa
- La nona gringa
- El dinero
- Mi niño
- Del otro lado del río
- Nuestra noche
- Gaviota
- Horas muertas
- El gorrión de la noche
- Río de ausencia
- Quisiera
- Fugitiva de medianoche

## Composiciones infantiles
- Veo Veo
- De oca a oca
- Me pongo de pie...
- Palmitas con palmitas